# Миделфарт
Миделфарт (на датски: Middelfart) е град в Дания. Разположен е на остров Фюн и влиза в състава на община Миделфарт. Намира се на 47 километра от град Оденсе, а разстоянието до Копенхаген е 209 км. Населението на града е около 15 986 души. В града е роден футболистът Кристиан Ериксен.